# Agustí Jorba Argentí

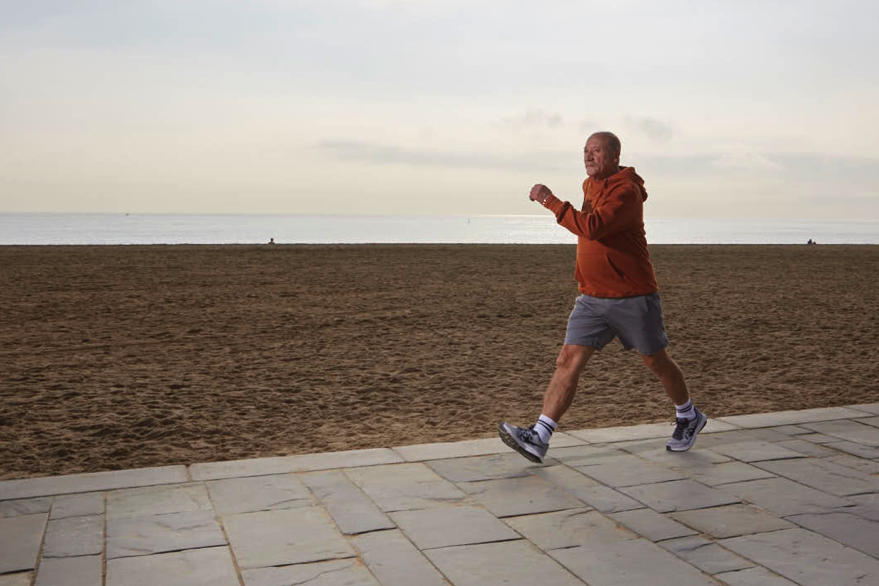
Agustí Jorba practicando marcha atlética en la playa de la Barceloneta

Agustín Jorba Argenti (Barcelona, 3 de junio de 1947-Vallbona d’Anoia, 21 de octubre de 2021) fue un laureado atleta español en la década de 1970 especializado en marcha atlética. 
Alternó su residencia entre Barcelona y Vallbona de Noya. Fue veinte veces internacional con la selección absoluta. Poseedor de numerosos récords estatales, obtuvo siete títulos nacionales absolutos de marcha atlética.

## Carrera deportiva
Sus inicios en el deporte de élite fueron participando en diferentes pruebas ciclistas en categoría juvenil. Más tarde, en el Club Natació Barcelona desde 1964 hasta 1993, hizo el paso del cross a la marcha atlética guiado por el entrenador Julio Álvarez.
Fue campeón de España en la distancia de 20 000 m en 1978 y en 50 km en 1971, 1972, 1973, 1975, 1976 y 1977. Durante la década de 1970 y principios de la de 1980 estableció varios récords catalanes y estatales de 10 000 m, 20 000 m, 30 000 m y 50 000 m marcha en pista, de 2 horas y de 50 km marcha en ruta. 
Ganó la medalla de bronce en los Juegos Mediterráneos de 1971 sobre la distancia de 20 km, participó en cinco ediciones del Trofeo Lugano (1973, 1975, 1977, 1979, 1981), en el Campeonato del Mundo de 50 km (1976) y en el de Europa (1978). Después, continuó su actividad deportiva en el Club Atlétic Running como veterano.

## Vida privada
Aunque siempre vinculado al deporte, Agustí Jorba compaginó la marcha atlética a nivel federado con diversas actividades tanto públicas como privadas. Así pues, desde sastre a modista, pasó a ser comercial de la compañía Olivetti. También fundó, con su hermano, la empresa Germans Jorba SL.
También fue Concejal de Deportes y Gente Mayor del ayuntamiento de Vallbona d’Anoia, donde tuvo su residencia y era miembro activo de la Asamblea Nacional de Cataluña.
Al mismo tiempo, participó en numerosas actividades de carácter público, como por ejemplo, ser Jefe de Grupo A.E. Roland Philipps durante 9 años, o cofundador Germanor Escolta Cataluña.
Otra de sus pasiones eran los animales, hecho que demuestra su vinculación en FAADA (Fundación para el Asesoramiento y Acción en Defensa de los Animales).

## Palmarés nacional
- Ex-récordman de España de 10 000 m marcha.
- Ex-récordman de España de 20 000 m marcha.
- Ex-récordman de España de 30 km marcha.
- Ex-récordman de España de 50 000 m en pista.
- Ex-récordman de España de 50 000 m en ruta.
- Campeón de Cataluña de 30 km marcha (1971, 1974, 1977).
- Campeón de España de 20 000 m marcha (1978).[4]
- Campeón de España de 50 km marcha (1971-73, 1975-77).[4][3]
- Medalla de bronce en los 20 km marcha de los Juegos Mediterráneos (1971).
- Compitió en cinco ediciones del Trofeo Lugano (1973, 1975, 1977, 1979 y 1981).[5][6]
- Compitió en el Campeonato de Europa de 1978 en los 50 km.
- 14 clasificado en el Campeonato del Mundo de 50 km (1976).[7]

## Marcas personales
| Mejores marcas personales                                                                             | Mejores marcas personales | Mejores marcas personales       | Mejores marcas personales |
| Distancia                                                                                             | Tiempo                    | Lugar                           | Fecha                     |
| --- | ------------------------- | ------------------------------- | ------------------------- |
| 5000 m                                                                                                | 21:17.5                   | Barcelona, España               | 21 de abril de 1979       |
| 10 000 m                                                                                              | 43:47.3                   | Cornellá de Llobregat, España   | 6 de mayo de 1978         |
| 1 hora de marcha                                                                                      | 13 445 m                  | Barcelona, España               | 8 de abril de 1979        |
| 20 km                                                                                                 | 01:29:33                  | Hospitalet de Llobregat, España | 25 de abril de 1976       |
| 20 000 m                                                                                              | 1h:32:54.2                | Cornellá de Llobregat, España   | 5 de junio de 1976        |
| 2 horas de marcha                                                                                     | 25 418 m                  | Barcelona, España               | 29 de febrero de 1976     |
| 30 km                                                                                                 | 2h:16:59                  | Lérida, España                  | 18 de febrero de 1979     |
| 30 000 m                                                                                              | 2h:18:05.0                | Barcelona, España               | 8 de abril de 1979        |
| 50 km                                                                                                 | 3h:57:14                  | Reus, España                    | 25 de marzo de 1979       |
| 50 000 m                                                                                              | 4h:11:46.0                | Barcelona, España               | 23 de mayo de 1981        |
| Las competiciones en pista vienen indicadas en metros y las que son en ruta se indican en kilómetros. |                           |                                 |                           |